# Ультразвукова обробка

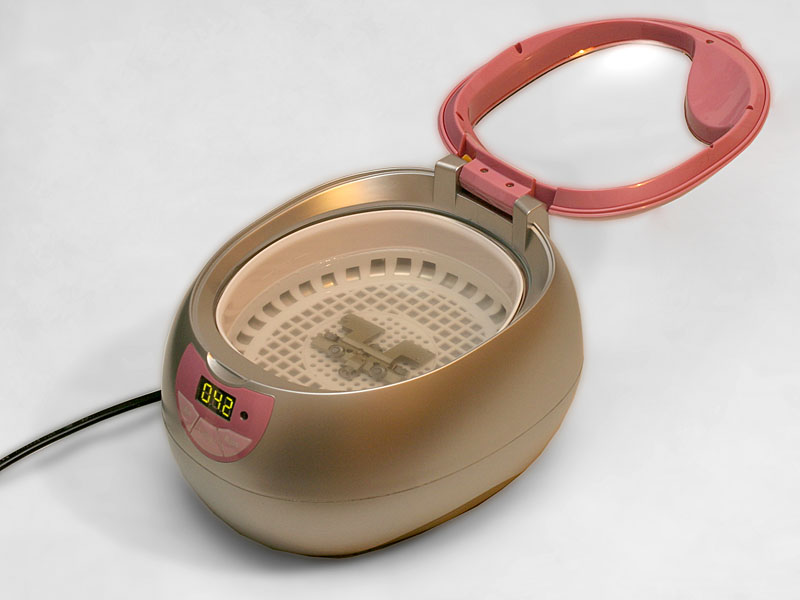
Ультразвукова ванна для очищення деталей

Ультразвукова́ обро́бка — обробка матеріалів (виробів) або речовин дією ультразвуку (зазвичай з частотою 15—50 кГц) у технологічних процесах.
Ультразвуковій обробці піддають рідкі, газоподібні та тверді середовища з метою прискорення в них масо- і теплообміну, хімічних реакцій, руйнування, ущільнення й коагуляції тощо. Зокрема, ультразвук використовується для інтенсифікації процесів диспергування реагентів, розділення тонких шламових частинок, гасіння флотаційних пін, очищення поверхонь мінеральних часток, класифікації технологічних суспензій, фільтрації промислових рідин і стічних вод, одержання аерозолів, очищення газів від твердих часток, сушіння сипучих матеріалів, підвищення продуктивності буріння й різання гірських порід і тощо.

## Передумови застосування ультразвуку
Акустика, як розділ фізики, що вивчає теоретичні аспекти ультразвуку отримала значний розвиток уже в XIX столітті. Основи теорії коливань та нелінійної акустики були розроблені Дж. В.Релеєм. Подальше дослідження ультразвукових коливань стало можливим після відкриття ефекту магнетострикції (Дж. П.Джоулем) і п'єзоелектрики (П. Кюрі).
Джерелами ультразвукових коливань, що використовуються під час обробки, служать газо- і гідроструминні випромінювачі, динамічні сирени, електромеханічні, п'єзоелектричні та магнітострикційні перетворювачі.

## Технології обробки на базі ультразвуку
За допомогою ультразвуку здійснюють наступні технологічні операції (список не є вичерпним).

### Оброблення твердих середовищ
- Ультразвукове зварювання — спосіб сполучення різних матеріалів у твердому стані за допомогою ультразвукових коливань. Такий вид зварювання застосовується для з'єднання деталей, нагрівання яких ускладнене, або при з'єднанні різнорідних металів чи металів з міцними окисними плівками (алюміній, нержавіючі сталі, пермалой тощо). Таке зварювання знайшло застосування для отримання зварних з'єднань і полімерних листових матеріалів;

- ультразвукове паяння застосовується при паянні і лудінні металів, наприклад алюмінію, титану, молібдену. Ультразвук руйнує оксидні плівки на поверхні деталей і покращує перебіг процесу. З використанням ультразвуку можна лудити, а потім паяти кераміку, скло та інші неметалічні матеріали. Ультразвук підводять хвилеводним концентратором до припою, поміщеного у ванну чи нанесеного на поверхню деталі.

- ультразвукова абразивно-імпульсна обробка — обробка поверхні крихких матеріалів імпульсною дією абразивних частинок. В процесі абразивно-імпульсної обробки в зону обробки нагнітають суспензію — абразивні частинки (алмазу, карбіду бору), завислі в рідині. Набуваючи руху від концентратора ультразвукових коливань, вони зрізують матеріал, копіюючи на його поверхні форму робочої частини концентратора. Використовують переважно для формування отворів, порожнин, фасонних поверхонь та шліфування;

- ультразвукове зміцнення — метод поверхневого пластичного деформування суть якого полягає в тому, що поверхня зазнає ударної дії з боку сферичної головки інструменту, що коливається з частотою ультразвуку у напрямку нормалі до поверхні і спричиняє її пластичне деформування. При цьому у поверхневому шарі відбувається деформаційне зміцнення, що покращує фізико-механічні властивості поверхневого шару деталей;

- ультразвукове очищення — очищають поверхні виробів від пилу, стружки, жирових та інших забруднень. Деякі деталі, що мають складну форму і важкодоступні місця, можна очистити лише при ультразвуковому обробленні. Очищення зазвичай здійснюють у ваннах з вбудованими електроакустичними випромінювачами; у робочу рідину додають поверхнево-активні речовини. Для зняття задирок з деталей в рідину вводять абразивні частинки, які у декілька разів прискорюють обробку.

### Оброблення рідких середовищ
- ультразвукове просочення в рідкому середовищі — один з високопродуктивних і високоякісних способів просочення різних пористо-капілярних виробів. Ультразвукове просочення знайшло застосування в технологіях просочення намотувальних виробів електротехніки: обмоток реле, електродвигунів, трансформаторів і дроселів, стрічок з волокнистих і тканих матеріалів, склонаповнювачів, картону і паперу, виробів з деревини.

- ультразвукова дегазація — процес зменшення вмісту газу в рідині, що знаходиться в ній як в розчиненому стані, так і у вигляді бульбашок, під впливом акустичних коливань ультразвукового діапазону. Ефект ультразвукової дегазації використовується в промисловій практиці при виробництві металів, скла, смол, віскози, олив тощо. Найбільша ефективність дегазації в цих середовищах спостерігається в ультразвукових полях високої інтенсивності з активним протіканням акустичної кавітації. Цю ж технологію використовують при збагаченні руд методом флотації — газові бульбашки осідають на поверхнях частинок мінералів і спливають разом з ними.;

- ультразвукове розпилення — процес отримання аерозолів з використанням ультразвуку. Акустичний спосіб отримання аерозолів має ряд переваг перед існуючими — хімічним (конденсаційним) і механічним (дисперсійним), так як сучасна ультразвукова апаратура для розпилення дозволяє значно інтенсифікувати процес, поліпшити якість продукту, замінити громіздкі пристрої компактнішими. При цьому при високій концентрації аерозолю виходить монодисперсний і однорідний за складом факел розпилення із заданим розміром частинок;

- ультразвукове емульгування — процес емульгування матеріалу під дією генератора ультразвукових коливань.

### Оброблення газорідинних середовищ
- Акустична (ультразвукова) коагуляція — процес зближення і укрупнення завішаних у газі або рідині дрібних твердих частинок, рідких крапельок або газових бульбашок під впливом акустичних коливань. При коагуляції зменшується дисперсність середовищ, оцінювана по сумарній поверхні часток в одиниці об'єму, і число частинок дисперсної системи. В результаті коагуляції відбувається осадження завішених часток в газі або рідині. Акустична коагуляція застосовується для осадження промислових пилів, димів, туманів. Коагуляція в рідинах здійснюється в ультразвуковому діапазоні і практично застосовується для очищення рідин в хімічній і харчовій промисловості, наприклад, при обробці вина;

- ультразвукова абсорбція — явище масообміну, що відбувається між рідкою і газовою фазами. Одним з таких процесів є абсорбція газу. Крім того, такі процеси як десорбція, ректифікація, адсорбція, каталіз, які або принципово мало відрізняються від абсорбції, або являють собою процеси, в яких абсорбція є однією з визначальних стадій. Накладення ультразвукових коливань на двофазну систему, як відомо, сприяє турбулізації місцевих потоків, поліпшується місцеве перемішування і тим самим у значній мірі прискорюється поглинання газів рідиною;

- акустичне (ультразвукове) сушіння — видалення вологи з матеріалу під впливом інтенсивних акустичних коливань. В значній мірі ефективність ультразвукового сушіння пов'язана з прискоренням процесів теплообміну в ультразвуковому полі. До переваг ультразвукового сушіння відноситься можливість прискорення процесу у 2-6 разів без істотного підвищення температури матеріалу, що особливо важливо при сушінні термочутливих речовин схильних до окислення. Ультразвукове сушіння доцільне для дрібнодисперсних матеріалів у завислому стані або в стані безперервного перемішування.